# Tillandsia milagrensis
Tillandsia milagrensis är en gräsväxtart som beskrevs av Elton Martinez Carvalho Leme. Tillandsia milagrensis ingår i släktet Tillandsia och familjen Bromeliaceae. Inga underarter finns listade i Catalogue of Life.

## Bildgalleri

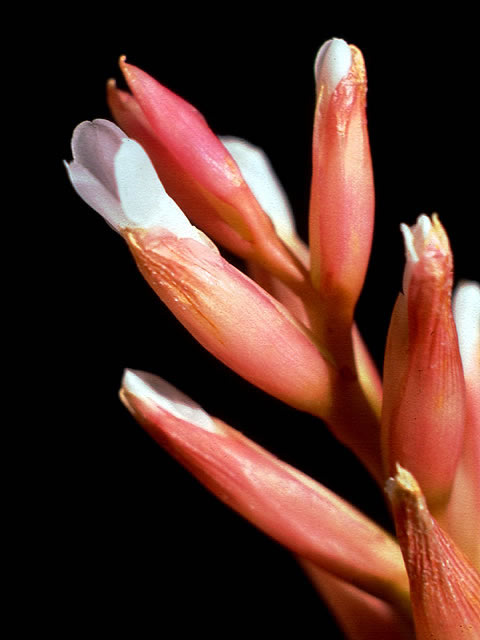
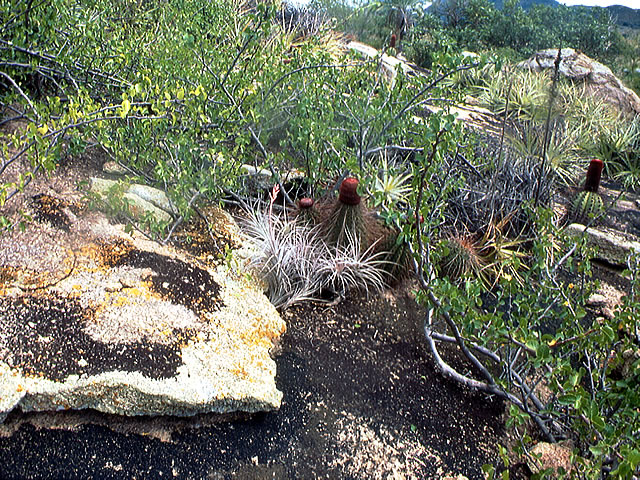